# Rezső Somlai
Rezső Somlai-Stolzparth (ur. w 1911, zm. w 1979) – węgierski piłkarz występujący na pozycji pomocnika, a po zakończeniu kariery trener piłkarski. Uczestnik mistrzostw świata 1934.

## Kariera piłkarska
Rezső Somlai był wychowankiem drużyny Ferencvárosi. Oprócz tego występował także we francuskim OGC Nice, węgierskim Kispest FC oraz francuskich Olympique Alès i Red Star Paryż. W 1934 był w kadrze reprezentacji Węgier na mistrzostwa świata.

## Kariera trenerska
Rezső Somlai po zakończeniu kariery piłkarskiej został w 1947 selekcjonerem reprezentacji Bułgarii. Potem pracował także w bułgarskim zespole Lewski Sofia oraz łotewskim Daugava Ryga.